# 의령 보덕각
의령 보덕각(宜寧 報德閣)은 대한민국 경상남도 의령군 지정면 성산리에 있다.
1983년 7월 20일 경상남도의 문화재자료 제66호 보덕각으로 지정되었다가, 2018년 12월 20일 현재의 명칭으로 변경되었다.

## 개요
임진왜란 때 의병을 이끌고 낙동강 수로를 따라 이동하는 선단을 궤멸시킨 망우당 곽재우 장군의 전승을 기념하는 비각으로 기강나루 언덕 위에 위치하고 있다.
본 건물은 정면 1칸, 측면 1칸의 팔작지붕 목조와가로 비문에는 [有明朝鮮國紅衣將軍忠翼公郭先生報德不忘碑]라고 새겨져 있으며 영조 15년(1739년)에 건립되었다.
망우당 곽재우 장군은 정암진 도하작전을 전개한 왜병을 맞아 대승함으로써 경상우도를 방어하였고 기강을 중심으로 군수물자와 병력을 운반하는 적선을 기습하여 적의 통로를 차단함으로써 왜군이 계획한 호남진출을 저지할 수 있었다.

## 쌍절각
의령 쌍절각은 경상남도의 문화재자료 제66호 보덕각에 포함되어 문화재로 지정되어 왔으나, 해당 문화재를 소장하고 있는 관리자의 변경 요청에 따라 2019년 5월 16일 경상남도의 문화재자료 제656호 의령 쌍절각으로 명칭변경되었다.

## 같이 보기
- 곽재우

## 참고 문헌
- 의령 보덕각 - 국가유산청 국가유산포털